# Jazz samba
Con jazz samba (o jazz-samba) si intende un particolare stile musicale che fonde il jazz con i ritmi, gli strumenti, la melodia tipici della bossa nova brasiliana.

## Caratteristiche e storia
Il nome deriva dal titolo di quello che è comunemente ritenuto il primo disco del genere, Jazz Samba, appunto, di Stan Getz e Charlie Byrd, del 1962.
La retrocopertina del disco recita opportunamente: "Two jazz solist play, fresh, contemporary sounds from modern brasilian folk music".
In precedenza, nell'ambito della musica leggera o cinematografico e in ambito jazz, si era utilizzato il termine samba per indicare brani, normalmente ballabili, suonati da grandi orchestre, sui ritmi tropicali tipici del carnevale e dello stereotipato  "folklore" carioca così come veniva avvertito negli Stati Uniti. Analogamente per quanto avveniva con i ritmi caraibici, tanto di moda negli anni cinquanta, e cubani.
L'ingresso della musica brasiliana negli Stati Uniti risale agli anni venti, ma ha i suoi momenti di massima popolarità negli anni '30 e soprattutto negli anni quaranta.
Un primo esempio è il film musicale Flying Down to Rio del 1933 (Carioca) con Fred Astaire e Ginger Rogers.
È il grande successo della cantante, ballerina e attrice Carmen Miranda che, dai primi anni quaranta, impone in tutti gli Stati Uniti (e da qui nel resto del mondo) la musica ed il folklore brasiliano. Famosa per i suoi copricapo "tutti-frutti" (tipicamente un casco di banane che usava per rimediare alla sua piccola statura), diventa nel 1945 la più pagata artista hollywoodiana.Carmen Miranda era portoghese di nascita, ma dal suo primo anno di vita in poi ha vissuto in Brasile dopo che la famiglia si era trasferita li. Diventa il simbolo della spensieratezza attribuita allo stile di vita di Rio de Janeiro, di Copacabana, delle spiagge, dei locali notturni e dei luoghi "alla moda" dell'assolato Brasile.
Siamo negli anni in cui, a causa della seconda guerra mondiale, i magnati di Hollywood e il governo di Washington spinsero al massimo la diffusione del prodotto hollywoodiano più frivolo importando qualsiasi cosa potesse compiacere il gusto del pubblico. Il Sud America fu uno dei luoghi da cui si importarono stili, cliché e tanta musica.
È di quegli anni, il successo di Amado mio, Ultima vez, Brazil e Tico Tico e l'introduzione dei ritmi cubani e messicani, adattati al gusto nordamericano, che sono conosciuti come salsa, rumba, mambo, cha cha cha.
Altri esempi della penetrazione della musica brasiliana (e dell'America Latina in genere), rivista ed adattata dall'industria dello spettacolo statunitense, sono i film della Disney a cartoni animati, Saludos Amigos (del 1943) e The Three Caballeros (del 1945), che introducono alcune canzoni divenute "standard" e simboli musicali dello stereotipo del Brasile: Tico Tico, Brazil e Bahia.
Tico Tico, tipico esempio di choro per chitarra (Tico-Tico no Fubá), fu inciso anche da Charlie Parker nel 1951 nel suo disco "latino" prodotto da Norman Granz.
Il jazz inizia a contaminarsi con i ritmi sudamericani nella seconda metà degli anni '40. Tra i primi, Dizzy Gillespie che, nella sua grande orchestra, inizierà a mescolare il suo be bop con il calypso caraibico (un po' per rendere più accessibile la sua musica al tempo suonata da una orchestra che difficilmente poteva definirsi "da ballo", un po' perché realmente appassionato del genere). Il grande trombettista rimarrà sempre legato ai ritmi cubani e caraibici per tutta la sua lunga carriera.
Un tentativo degno di nota, ma poco fortunato, fu quello dell'altosassofonista "cool" Bud Shank che, nel 1953, incise due album con Laurindo Almeida, chitarrista brasiliano scoperto a Rio de Janeiro da Stan Kenton e con la cui orchestra aveva suonato negli Stati Uniti. Il risultato, i due volumi Brazilliance, sono considerati un anticipo della bossa nova.
Stan Kenton stesso, negli anni cinquanta non rimase indifferente ai ritmi del samba e Almeida continuò a suonare il suo jazz "brasiliano" approfittando anche dell'esplosione del genere nei primi anni sessanta.
Fu, infatti, solo nel 1962, e nei due anni successivi, che si ebbero i primi veri grandi esempi di "fusion" tra il jazz e i ritmi brasiliani, anche perché, nel frattempo, era nata la bossa nova per opera principalmente di Antônio Carlos Jobim, Vinícius de Moraes, João Gilberto e i ragazzi che si riunivano a casa di Nara Leão a Rio de Janeiro.
Tra i più importanti, oltre al citato Jazz Samba, sono i successivi dischi di Stan Getz con Luiz Bonfá e soprattutto con João Gilberto e Astrud Gilberto (con il successo di Garota de Ipanema) e l'album di Jobim con Frank Sinatra del 1967.
Dal successo di quei primi esempi di "fusion" tra due generi così diversi, ma che seppero così bene convivere, molti tra i principali jazzisti americani tentarono di ripercorrere la strada intrapresa da Getz e interpretarono a loro modo la musica brasiliana. Tra questi Dizzy Gillespie, Sonny Rollins, Coleman Hawkins, Cannonball Adderley e molti altri musicisti e cantanti americani per i quali era un "must" realizzare dischi in coppia con i brasiliani più in voga.
Il 1962 fu un anno estremamente prolifico in tal senso. 
Pur senza incidere la celebre Desafinado, il primo disco americano con "bossa nova" nel titolo suonato da musicisti brasiliani fu probabilmente Cannonball's Bossa Nova di Cannonball Adderley che lo realizzò per la Riverside nel dicembre del 1962 con una straordinaria formazione che comprendeva alcuni reduci dal concerto alla Carnegie Hall come Sérgio Mendes e i membri del suo gruppo, tra i quali il batterista Dom Um Romao.
Persino Coleman Hawkins sarà, suo malgrado, coinvolto nella frenesia di cavalcare l'onda della musica brasiliana in un non riuscitissimo disco prodotto dalla Impulse! Records intitolato Desafinado: Coleman Hawkins plays Bossa Nova & Jazz Samba. Il grande tenor-sassofonista non poteva essere da meno di Stan Getz, quindi già nel settembre del 1962 "Hawk" fu mandato da Bob Thiele in sala d'incisione con un gruppo non del tutto all'altezza per registrare i nuovi classici di Jobim e soci. Miles Davis l'anno successivo non poté sottrarsi alla moda e nel disco realizzato con l'orchestra di Gil Evans, Quiet Nights registrò una bella versione di Corcovado.
Tra i più attivi nel diffondere il nuovo stile negli Stati Uniti, la casa discografica Verve Records e Creed Tylor che produssero i dischi di Astrud Gilberto, Stan Getz e Antônio Carlos Jobim, ma anche la Columbia Records che per prima pubblicò, senza successo, i famosi dischi brasiliani di João Gilberto.
In seguito divennero popolarissimo il brasiliano Sérgio Mendes che, con le sue orchestre, mantenne elevata la popolarità della musica popolare brasiliana (o MPB) negli Stati Uniti e la introdusse in Giappone portando all'estero anche molta musica brasiliana emersa dopo il boom della bossa nova.
Ancora, Chick Corea, maestro della fusion, utilizzò spesso, in modo innovativo, il ritmo brasiliano (proprio all'epoca in cui suonava con Getz).
Da ricordare, infine, Herbie Mann, flautista e grande "contaminatore", che già negli anni '50 aveva inserito delle congas nella sua formazione (influenzato dalla musica africana) e che contribuirà a sostenere il successo della bossa nova già nei primi anni '60 (con un disco di bossa nova registrato a Rio con Mendes), e che poi non disdegnerà di suonare reggae, funk e qualsiasi cosa gli capitasse all'orecchio.
Il nome di Stan Getz è rimasto sinonimo di jazz e bossa nova. Lo stile jazz samba (che però, come detto, è principalmente bossa nova) è diventato consueto e parte integrante del linguaggio jazzistico come nei decenni precedenti lo erano stati il blues, la musica di Tin Pan Alley e quella dei grandi compositori americani. Le grandi canzoni di Jobim, soprattutto, sono divenute degli "standard" del jazz e della musica d'intrattenimento al pari di quelle di Cole Porter e Irving Berlin.
Col tempo l'interesse per lo stile bossa nova è un po' declinato ed è spesso associato alla musica da "night-club" come forma di intrattenimento "d'atmosfera" per la rilassatezza delle sue linee melodiche suonate su una base ritmica "soft" che manca della forza della originale "batida" così come l'avevano intesa João Gilberto, Jobim e i loro seguaci.

## L'incontro tra due mondi
Paradossalmente, l'incontro tra i due principali generi musicali del continente americano, non avvenne per opera di coloro che li avevano inventati e ne avevano fatto la storia e stabilito le caratteristiche.
Il jazz nordamericano è sostanzialmente dovuto all'influenza dei ritmi africani mescolati con la musica europea e folcloristica dei bianchi.
Allo stesso modo, ma con modalità completamente diverse, la musica brasiliana, nasce dall'unione dei ritmi importati dagli schiavi con la musica portoghese e dai ritmi indigeni (la musica brasiliana, come il suo popolo, ha tre anime).
In entrambe le situazioni, tradizione musicale europea, tradizioni religiose (protestanti al nord, cattoliche al sud), si sono mescolate al temperamento dei neri che sono stati i maggiori interpreti, innovatori e animatori della musica dei due sub-continenti.
La vera "fusion" tra il jazz nordamericano ed il samba brasiliano (nella loro forma più moderna) avviene invece ad opera di musicisti bianchi.
La bossa nova era una forma di samba totalmente reinventato da un gruppo eterogeneo come collocazione geografica, ma del tutto omogeneo come caratteristiche sociali: si trattava di bianchi della società borghese, modernista e ispirata dal nuovo vento di risveglio economico e nazionalistico, del Brasile di Juscelino Kubitschek.
Il jazz con cui si fuse, ad opera dei suoi stessi inventori, negli Stati Uniti nei primi anni sessanta, era quello di un musicista di successo come Stan Getz, che molto doveva al vero jazz nero, ma che era uno dei maggiori esponenti della musica più cool, amata dal grande pubblico, bianco, quello che comperava i dischi e votava nei referendum delle testate specializzate.
In ogni caso, il jazz nero stava già cambiando in modo vorticoso negli stessi anni (ad esempio per opera di John Coltrane) e poco dopo anche la musica brasiliana sarebbe cambiata.

## Discografia essenziale
- Brazilliance, Vol. 1 e Vol.2 - Laurindo Almeida & Bud Shank - 1953 - 1958
- Jazz Samba - Stan Getz & Charlie Byrd - 1962
- Do The Bossa Nova with Herbie Mann - Herbie Mann - 1962
- Getz/Gilberto - Stan Getz & João Gilberto - 1964